# Cá câu thể thao

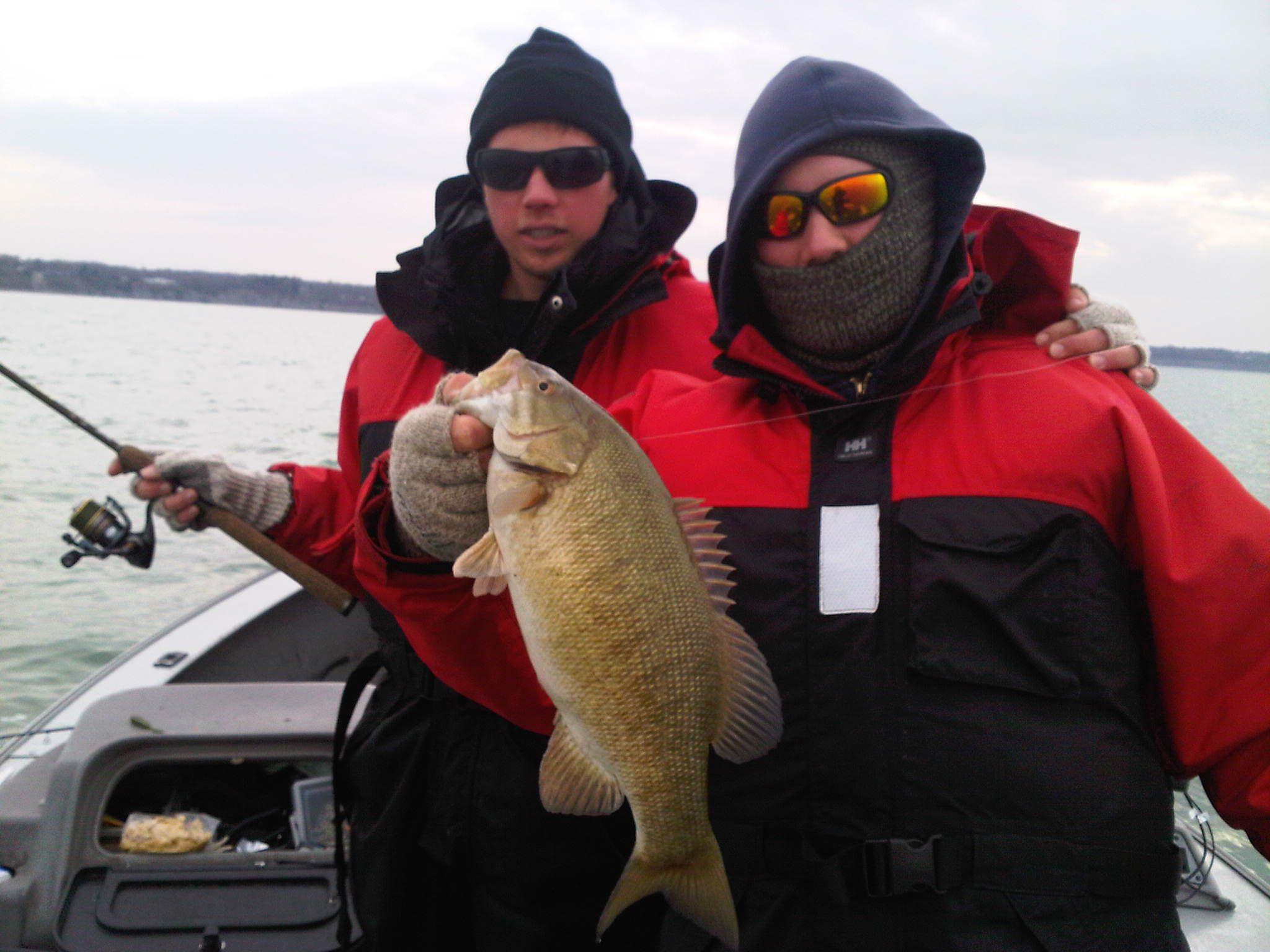
Các cần thủ đang bắt được cá vược

Cá câu thể thao (Game fish) là các loài cá thông dụng là đối tượng của môn câu cá thể thao, chúng có thể là cá nước ngọt hoặc cá biển (cá nước mặn). Cá câu thể thao có thể được ăn sau khi bị bắt, mặc dù ngày càng nhiều cần thủ đi câu thực hiện theo nguyên tắc bắt và thả (catch and release) để cải thiện các quần thể cá. Một số loài cá câu thể thao cũng được nhắm mục tiêu thương mại, đặc biệt là cá hồi. Loài cá câu thể thao phổ biến ở Mỹ là các loại cá vược.

## Tổng quan
Các loài cá câu thể thao của người câu cá thay đổi theo vị trí địa lý. Tại Bắc Mỹ, người câu cá cũng câu các loài cá măng biển thông thường, cá hồi đỏ, cá hồi, cá hồi nâu, cá vược, cá chó, cá da trơn, cá Walleye và Esox masquinongy. Những con cá nhỏ nhất được gọi là cá áp chảo (Panfish), bởi vì chúng có kích thước vừa khi đặt trong một cái chảo nấu ăn bình thường. Ví dụ như cá crappies, cá rô, cá vược đá, cá thái dương mang xanh và cá thái dương, các loại cá áp chảo thường bị săn đuổi bởi các cần thủ trẻ tuổi.
Ở Anh, cá câu thể thao được coi là cá hồi (trừ giống cá nước ngọt) - đó là, cá hồi, cá hương (cá hồi chấm) và char. cá nước ngọt khác được gọi là cá thô hay cá ao hồ. Một số loài cá phổ biến đã được vận chuyển trên toàn thế giới. Cá hồi cầu vồng, ví dụ, bây giờ có thể được tìm thấy gần như bất cứ nơi nào mà có khí hậu thích hợp, từ mái nhà ban đầu của chúng trên bờ biển Thái Bình Dương của Bắc Mỹ đến vùng núi của miền nam châu Phi. Ở Việt Nam, các loại cá chép thì thịnh hành trong trò câu cá.